# Her bor Jensen
Her bor Jensen er en dansk børnefilm fra 2010, der er instrueret af Martin Strange-Hansen efter manuskript af ham selv og Bo hr. Hansen.

## Handling
Børn elsker som bekendt deres dyr, og 7-årige Sofie får omsider den hamster, hun har drømt om. Men når mor og far skal skilles, kan det give pote, at ens kæledyr mistrives.

## Medvirkende
- Alberte Blichfeldt - Sophie
- Ditte Hansen - Mor
- Benjamin Boe Rasmussen - Far
- Jesper Asholt - Flyttemand #1
- Janus Schumacher - Flyttemand #2